# ジョン・ポデスタ
ジョン・デイヴィッド・ポデスタ（英語: John David Podesta、1949年1月8日 - ）は、アメリカ合衆国の官僚。
シカゴ生まれ。1971年ノックス大学卒業。1976年ジョージタウン大学ローセンター修了、法務博士。1998年10月20日-2001年1月20日、ビル・クリントン政権2期目のアメリカ合衆国大統領首席補佐官。2003年、シンクタンクセンター・フォー・アメリカン・プログレス (CAP)を創設、初代責任者。2014年1月1日-2015年2月13日、バラク・オバマ第44代アメリカ合衆国大統領顧問。
2016年アメリカ合衆国大統領選挙で、民主党指名候補ヒラリー・クリントン陣営の選挙対策責任者を務めた。
2022年9月2日よりジョー・バイデン大統領の下、気候変動対策担当の大統領上級顧問を務める。
2024年1月31日、ホワイトハウスはジョン・フォーブズ・ケリーが気候問題担当大統領特使を退任し、後任にポデスタを起用すると発表した。